# Sielsowiet Bostyń
Sielsowiet Bostyń (biał. Бастынскі сельсавет; ros. Бостынский сельсовет) – sielsowiet na Białorusi, w obwodzie brzeskim, w rejonie łuninieckim, z siedzibą w Bostyniu.
Według spisu z 2009 sielsowiet Bostyń zamieszkiwało 2988 osób, w tym 2912 Białorusinów (97,46%), 43 Rosjan (1,44%), 19 Ukraińców (0,64%), 7 Polaków (0,23%), 2 Litwinów (0,07%), 3 osoby innych narodowości i 2 osoby, które nie podały żadnej narodowości.

## Miejscowości
- agromiasteczka:
  - Bostyń
  - Wołuta
- wsie:
  - Luszcza
  - Nowosiółki
  - Padbałoccie
  - Wyszni
- chutory:
  - Krywiacz
  - Tożawa
  - Zamosze
  - Zanawinskaje